# Halo Halo Dzieci Europy
Halo Halo Dzieci Europy to druga płyta dziecięcego zespołu Dzieci z Brodą. Album złożony jest z piosenek wykonanych w językach krajów należących do Unii Europejskiej i zawiera między innymi dziecięce wykonanie Ody do radości Ludwiga van Beethovena.

## Lista utworów[1]
| 1.  | Kalimera             | 3:45  |
|     |                      |       |
| 2.  | Jaj de jo            | 2:54  |
|     |                      |       |
| 3.  | How do You do        | 2:58  |
|     |                      |       |
| 4.  | C'est la vie         | 2:49  |
|     |                      |       |
| 5.  | Hej ruku andi        | 2:05  |
|     |                      |       |
| 6.  | Znajdę Ciebie        | 2:43  |
|     |                      |       |
| 7.  | Od mesta do mesta    | 3:43  |
|     |                      |       |
| 8.  | Gib mir deine hand   | 2:28  |
|     |                      |       |
| 9.  | Halo halo            | 2:12  |
|     |                      |       |
| 10. | Mała oda             | 2:42  |
|     |                      |       |
| 11. | Ahoj                 | 3:45  |
|     |                      |       |
| 12. | Viva viva l'allegria | 2:31  |
|     |                      |       |
| 13. | Amigo mi amigo       | 2:38  |
|     |                      |       |
|     |                      | 37:13 |
|     |                      |       |

## Wykonawcy
Grają:
- Joszko Broda – muzyka, produkcja i aranżacja, fujarki, listek, drumla, klarnet turecki, skrzypce
- Ludwig van Beethoven – muzyka do Małej Ody
- Debora Broda – teksty
- Wojciech Waglewski – gitara
- Pál Havasréti – kontrabas, lira korbowa, ütögardon, bęben
- György Lányi – altówka trzystrunowa, kobza
- Kálmán Gáspár – cymbały
- Andrzej Lewocki – gitara
- Stanisław Stępniak – polska harmonia trzyrzędowa

Śpiewają:
- Weronika, Karolina, Paulina i Jasio Błaszczak
- Ludwika, Weronika i Filip Celejewscy
- Maciek Grządzel
- Annamaria Górna
- Ania Gromek
- Martin Jasek
- Michał Kamiński
- Gosia, Asia, Ania, Piotrek i Łukasz Kosińscy
- Marysia Miedźwiecka
- Daniel Pluta
- Cecylia Sadurska
- Ola Skutnik
- Marysia Stępień
- Paulina Wojciechowska
- Kuba Wydra

Gościnnie:
- Alexandre Reifa
- Wojtek Carton
- Autumn Clay McMillan
- Dorota Trzaska
- IF Molnar Imre
- Salai Sarolta
- Eliška Tesárkowá
- Christian Däuble (Willy Brandt Schedule)
- Catherine Dawidow
- Sławomir Gładyszewski – realizacja nagrań
- Piotr Bańka – asystent realizatora
- Jacek Gawłowski – miksy i mastering

studio Hendrix, Bajm Studio, Media Studio